# 皮德瓦利内
48°8′1″N 26°9′2″E / 48.13361°N 26.15056°E

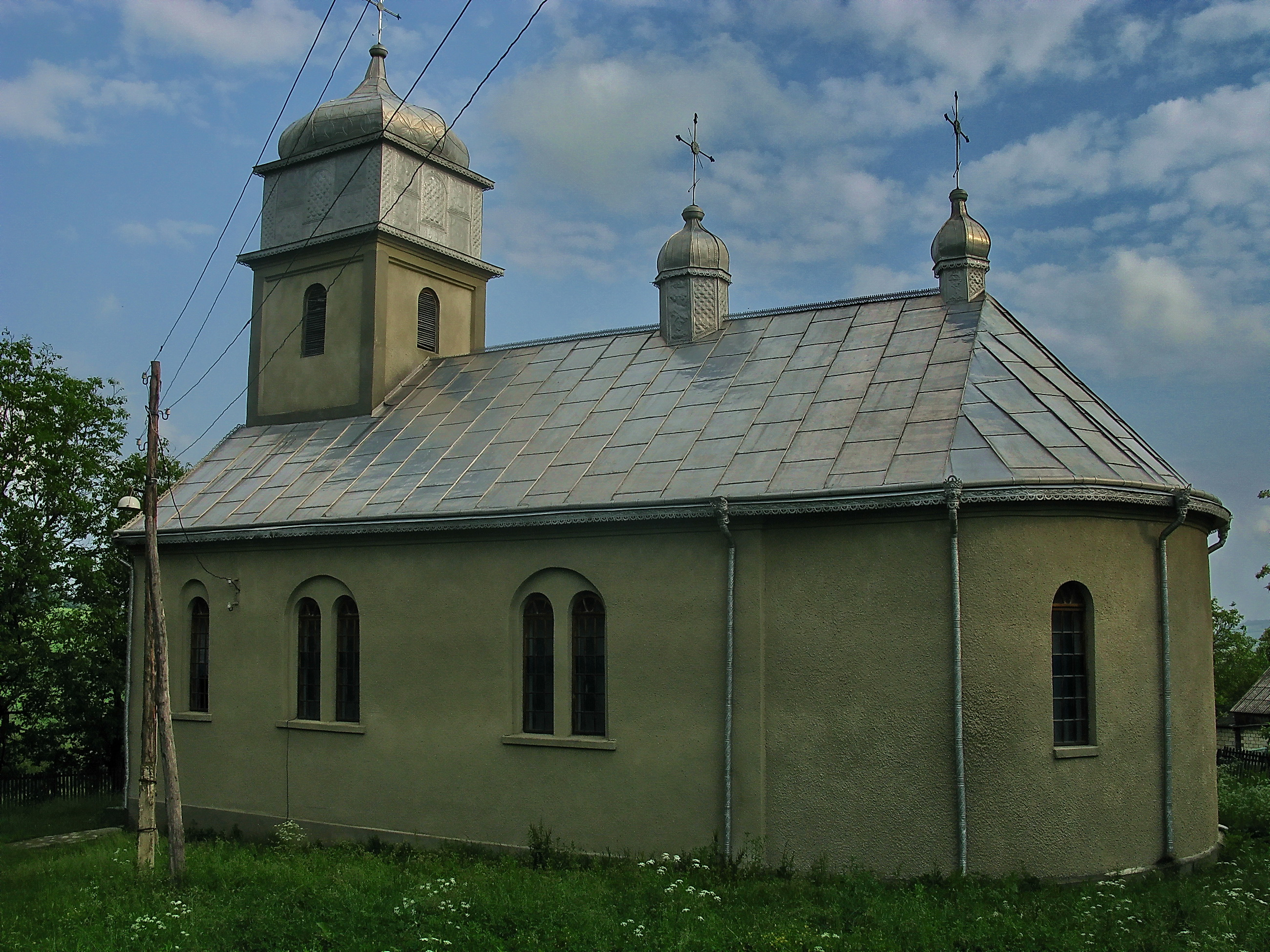
教堂

皮德瓦利內（烏克蘭語：Підвальне）是位於烏克蘭西南部的村莊，由切爾諾夫策州切爾諾夫策區的赫爾察市鎮負責管轄。該村海拔高度238米，2001年人口730，99%居民使用羅馬尼亞語。